# Zygaenosia fuscimarginalis
Zygaenosia fuscimarginalis är en fjärilsart som beskrevs av Swinhoe 1892. Zygaenosia fuscimarginalis ingår i släktet Zygaenosia och familjen björnspinnare. Inga underarter finns listade i Catalogue of Life.